# Carlo Azeglio Ciampi
Carlo Azeglio Ciampi (phát âm tiếng Ý: [ˈkarlo adˈdzeʎʎo ˈtʃampi] ⓘ; 9 tháng 12 năm 1920 – 16 tháng 9 năm 2016) là một chủ ngân hàng và chính trị gia người Ý. Ông là Thủ tướng thứ 49 của Ý từ năm 1993 đến năm 1994 và là Tổng thống thứ 10 của Ý từ năm 1999 đến năm 2006.